# Лотошино (усадьба)
Лотошино ― утраченная усадьба, располагавшаяся на берегу реки Лобь на территории посёлка Лотошино. От усадьбы сохранился парк первой половины XIX века. Имение было основано в середине XVII века князем Петром Мещерским и до 1917 года принадлежала роду Мещерских. В 1920-х годах на её территории находился музей. Усадебные здания и Спасская церковь, располагавшаяся в Лотошине, были утрачены.

## Описание
Усадьба Лотошино располагается на территории посёлка Лотошино. Сохранился липовый регулярный парк первой половины XIX века, расположенный на берегу реки Лобь.

## История
Усадьба Лотошино была основана в середине XVII века князем Петром Фёдоровичем Мещерским и далее принадлежала роду Мещерских. В первой четверти XIX века владелицей усадьбы была София Мещерская. Лотошино посещали Александр I и Александр Пушкин. После Софии имением владел князь Василий Иванович Мещерский, затем его сын Борис. После Бориса Ивановича последним владельцем усадьбы до революции 1917 года был его сын Сергей. В 1920-х годах на территории бывшей усадьбы существовал музей. В советский период были утрачены здания имения и усадебная Спасская церковь. В Лотошине также существовала библиотека на две тысячи книг, её судьба неизвестна. В 2002 году усадьба была признана объектом культурного наследия России регионального значения.